# Orchestergraben

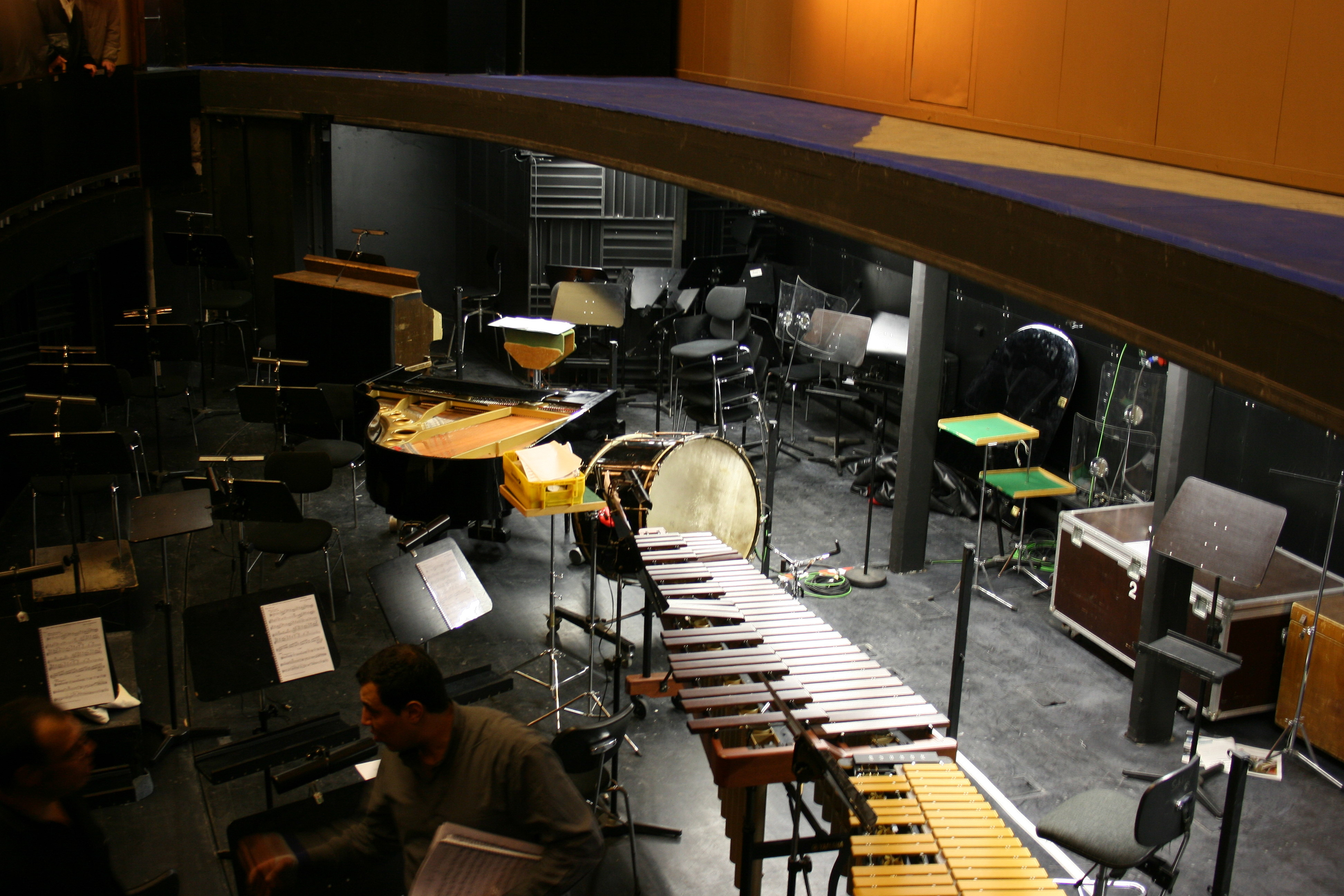
Blick in den Orchestergraben des Wuppertaler Opernhauses

Der Orchestergraben ist in Theatern oder Opernhäusern die Vertiefung zwischen Bühne und Zuschauerraum, in dem das Orchester spielt und der Dirigent sitzt (oder steht). Letzterer sitzt meistens auf einem Podest, damit ihn das Orchester und die Sänger auf der Bühne gleich gut sehen können.
Noch im 18. Jahrhundert spielten die Orchester auf der Höhe des Publikums im Parkett vor der erhöhten Bühne. Der Orchestergraben wurde entwickelt, um dem Publikum die freie Sicht auf die Bühne zu ermöglichen, ohne das Orchester hinter oder neben die Bühne versetzen zu müssen. Noch immer gehört der Orchestergraben bühnentechnisch zum Zuschauerraum. Die meisten Orchestergräben werden von der Bühnenrampe leicht überdeckt. Diese Versenkung des Orchesters wurde erst im 19. Jahrhundert üblich. Meist ist es für das Publikum noch sichtbar. Unsichtbare Orchestergräben gibt es nur im Bayreuther Festspielhaus, dort als „mystischer Abgrund“ bezeichnet, und in Oberammergau. 
Ein Orchestergraben verschlechtert grundsätzlich die Akustik des Orchesters, aber erlaubt etwa das Kommen und Gehen von Musikern, die lange Pausen abwarten müssen.
Wichtig ist eine optimale Schallabstrahlung, die nicht nur den Orchesterklang im Publikum zur Geltung kommen lässt, sondern auch das gegenseitige Hören der Musiker und Sänger ohne übermäßige Schallpegel erlaubt. Manchmal muss die Orchesteraufstellung daher den akustischen Eigenschaften angepasst werden.
Ein Orchestergraben lässt sich für Schauspielvorstellungen oder Konzerte auf der Bühne überdecken. Bei vielen modernen Orchestergräben ist der Boden mit einem Hubpodium verstellbar, kann also der Orchestergröße, dem Musik- und Inszenierungsstil angepasst werden. 